# Hipótese do cérebro crítico
Em neurociência, a hipótese do cérebro crítico afirma que algumas redes neuronais biológicas trabalham em estados próximos a transições de fase. Em experimentos, a atividade de certas redes neuronais pode ser descrita por uma distribuição de lei de potência. Isto sugere que tais redes neurais estão operando próximos a um ponto crítico. Na criticalidade, a capacidade de processamento de informação no cérebro é otimizada.  Também se sugeriu que processos de ramificação sub-crítico, crítico e ligeiramente super-crítico poderiam descrever como cérebros humanos e animais funcionam em estados normais (críticos) e estados patológicos (sub-crítico e super-crítico)

## Histórico
A discussão sobre a criticatlidade no cérebro tem sido feita desde 1950, a partir do artigo sobre Jogo da Imitação do teste Turing Em 1995, Herz e Hopfield notaram que modelos de criticalidade auto-organizada (SOC) para terremotos eram matematicamente equivalentes às redes de neurônios integra-e-dispara, e especularam que talvez uma criticalidade auto-organizada ocorreria no cérebro. Em 2003, a hipótese encontrou apoio experimental com Beggs e Plenz. Apesar disso, a hipótese do cérebro crítico ainda não é um consenso na comunidade científica.